# Gianni Versace
Gianni Versace (n. 2 decembrie 1946, Reggio di Calabria,  Italia – d. 15 iulie 1997, Miami Beach, SUA) a fost un creator de modă, fondatorul casei de modă Gianni Versace S.p.A., care producea accesorii, parfumuri și cosmetice, mobilă și accesorii, precum și îmbrăcăminte. A creat costume și accesorii pentru teatre și filme. 
Versace a fost asasinat pe data de 15 iulie 1997, pe scările propriei case din Miami Beach, de Andrew Cunanan, un criminal în serie.

## Biografie
Primele contacte cu lumea modei le-a avut de când era copil, muncind în atelierul mamei sale, pe strada Tommaso Gulli, nr.13 pe lângă catedrala din orașul natal, unde a crescut alături de fratele său mai mare Santo Versace și sora mai mică Donatella Versace. Sora lor mai mare, Tina, a murit la vârsta de 12 ani, din cauza unei infecții de tetanus netratată corespunzător.
Gianni și-a început ucenicia la o vârstă fragedă, ajutând-o pe mama sa să găsească pietre prețioase și firișoare de aur ce erau folosite la broderiile aplicate ale rochiilor. 
În 1972, la vârsta de 25 ani se transferă la Milano pentru a munci ca designer, creând primele colecții pentru Genny și Callaghan. În 1975 Versace prezintă prima sa colecție de haine de piele, create pentru firma Complice.
Pe 28 martie 1978 la Palazzo della Permanente, în Milano, Gianni Versace prezintă prima sa colecție de damă, sub propriul brand, și anume Versace. A urmat prima sa colecție pentru bărbați în septembrie a aceluiași an. După această prezentare, s-a alăturat lui Jorge Saud, cel ce va deveni mai târziu partenerul lui Giorgio Armani. Primul magazin de prezentare a fost deschis în Milan: Via della Spiga în 1978. Versace a fost influențat în creațiile lui de Andy Warhol, iar din antichitate de arta greacă și cea romană, precum și de arta abstractă modernă.
În 1979, Gianni Versace, care a apreciat mereu imaginea sa, începe o norocoasă colaborare cu fotograful american Richard Avedon, care avea să fie primul dintr-o lungă serie de succese. În 1982 câștigă Ochiul de Aur, ca cel mai bun stilist pentru colecția toamnă-iarnă pentru damă. În această perioadă Versace introduce acele elemente metalice, care devin mai apoi elementul specific al propriului brand.
În același timp începe o serie de colaborări cu teatrul; colaborează cu Scala din Milano, producând costumele pentru Joseph Legende de Johann Strauss (scenografia îi aparține lui Luigi Veronesi). 
În 1980 creează costume pentru Don Pasquale de Gaetano Donizetti și pentru Dyonisos de Maurice Béjart, la Teatrul din Milano. Cu această ocazie are loc și o ceremonie în onoarea lansării parfumului Versace-L`homme.
La Paris, cu ocazia prezentării europene a parfumului, se expun realizări ale artiștilor din întreaga lume legate de brand-ul Versace, și de stilul modei sale. Tinerii au fost mereu unul dintre lucrurile importante din care Gianni Versace s-a inspirat.
În 1983 creează costumele pentru Lieb und Leid de Gustav Mahler. Expune o sinteză a analizelor sale tehnologice în domeniul modei, la Pavilionul de Artă Contemporană.În 1983 stilistul e invitat la Victoria&Albert Museum în Londra, pentru a interveni într-o conferință de presă pe baza stilului său, de a vorbi despre un vast grup de studenți și să-și prezinte creațiile.
În 1995, Versus, linia pentru tineri a casei Versace, debutează la New York într-o fastuoasă prezentare la Muzeul Metropolitan de Artă și este dedicată carierei lui Avedon. Gianni colaborează și cu Elton John pentru a ajuta fundația englezului, care caută remediul pentru boala încă incurabilă [SIDA/HIV].
Pentru campaniile sale publicitare și pentru prezentările sale, Gianni Versace s-a folosit mereu de unul dintre cei mai celebri fotografi, cum ar fi Richard Avedon, Bruce Webber și Steven Meisel. A avut parte și de fotomodele aflate în vogă chiar și azi, cum ar fi Linda Evangelista, Naomi Campbell, Claudia Schiffer, Yasmeen Ghauri, Christy Turlington, Stephanie Seymour, Cindy Crawford, Helenea Christensen și Kate Moss.
Având din ce în ce mai mult succes, Gianni Versace și-a construit o casă în cel mai celebru cartier din Miami, în anul 1995.

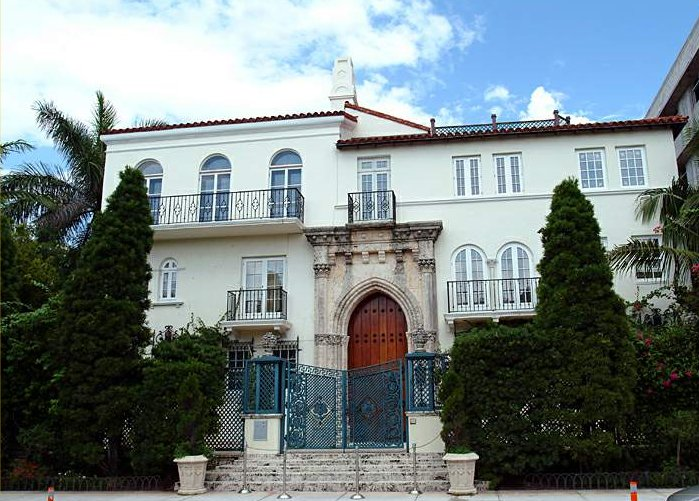
Vila lui Versace din Miami

Mereu legat de lumea muzicii și prietenul unor numeroase stele rock, Versace a folosit-o de 3 ori pe Madonna în campaniile sale publicitare.(fotografiata de Steven Meisel și Mario Testino)

## Viața personală
În 1982, Versace îl cunoaște pe cel ce îi va deveni partener de viață, Antonio D'amico, model. Astfel începe o relație stabilă pe termen lung ce a durat 11 ani, până la moartea lui Versace. În tot acest timp, Antonio a lucrat alături de el, ca designer, fiind cel ce va conduce linia sportivă Versace: Instante and Versus Sport. Versace i-a lăsat lui D'Amico o retribuție lunară de 50 de milioane de lire italiene, în jur de 26.000$ și dreptul de a locui în oricare din vilele Versace din Italia și din Statele Unite ale Americii. D'amico, în prezent conduce propria sa casă de modă.
Pe 15 iulie 1997 lumea este șocată de vestea că Gianni Versace a fost asasinat pe scările propriei case din Miami Beach, în timp ce se întorcea din obișnuita sa plimbare matinală pe faleza Ocean Drive, Miami. Criminalul a fost Andrew Cunanan, un serial-killer, ce a folosit aceeași armă pentru a se sinucide la puțin timp după, corpul său fiind găsit mai târziu într-un iaht.
Versace a fost incinerat și trimis înapoi în Italia. 
În septembrie 1997, s-a anunțat că noul comitet de conducere a companiei Versace va fi alcătuit din Santo Versace, fratele lui Gianni, și Jorge Saud. În timp ce Donatella Versace a devenit noul designer șef. 
În testamentul său, Gianni Versace a lăsat 50% din imperiul său din lumea modei nepoatei sale Allegra Versace, fiica Donatellei. Astfel Allegra a moștenit în jur de jumătate de miliard de dolari, în 2004 când a împlinit 18 ani. Ea are ultimul cuvânt în linia de modă Versace.{1}

## Filmografie

### Designer de costume
- Ballet for tino (1997)
- Judge Dredd (1995)
- Shakespeare Shorts (1996, serial TV)
- Showgirls (1995)
- Kika (1993)
- Vacanze di Natale (cunoscut sub titlul Christmas Vacations, 1991)
- Cin cin (cunoscut sub titlul A Fine Romance, 1991)
- As Long as It's Love (1989)
- Miami Vice (1989, serial TV)
- Coruption in Miami?? (1989, serial TV)

### Actor
- Catwalk (1996)
- Spiceworld (film) (1997) - Scenele au fost șterse datorită morții sale înainte de premiera filmului.

## Premii și titluri
- Versace a fost premiat cu Oscar de către American Fashion Oscar pe 11 februarie 1993.
- În 24 ianuarie 1986 președintele Republicii Italiene, Francesco Cossiga, îi acordă lui Versace titlul de Cetățean de onoare al republicii.
- Pe 9 iunie 2004, Elton John i-a dedicat un concert în orașul său natal, pe stadionulReggina(Concertul este transmis de televiziunea națională italiană, Rai), precum și albumul său din 1997 The Big Picture.
- National Field Museum din Chicago prezintă o retrospectivă pe baza muncii lui Versace de-a lungul ultimului deceniu.
- La Paris, președintele Franței, Jacques Chirac îi acordă premiul și medalia de onoare Vermeil de la Ville de Paris.
- În iulie 2007, un balet special scris a fost interpretat la La Scala, Milano, Italia, pentru a marca cea de-a 10-a aniversare de la moartea creatoarei de modă. Mulțumesc Gianni, With Love a fost creat de coregraful francez Maurice Bejart, pentru care Versace a conceput multe costume de scenă.
- Pe 15 iulie 2007, cu ocazia împlinirii a 10 ani de la moartea sa, Maurice Béjart organizează un spectacol de balet special dedicat lui Gianni Versace la Scala din Milano și intitulat "Grazie Gianni, con Amore".